# Diviziunea de recensământ 11, Alberta
Diviziunea de recensământ din provincia canadiană Alberta cuprinde:
- Cities (Orașe)
  - Edmonton
  - Fort Saskatchewan
  - Leduc
  - Spruce Grove
  - St. Albert
  - Wetaskiwin

- Towns (Localități urbane)
  - Beaumont
  - Bon Accord
  - Calmar
  - Devon
  - Drayton Valley
  - Gibbons
  - Legal
  - Millet
  - Morinville
  - Redwater
  - Stony Plain

- Villages (Sate)
  - Breton
  - Spring Lake
  - Thorsby
  - Wabamun
  - Warburg

- Summer villages (Sate de vacanță)
  - Argentia Beach
  - Betula Beach
  - Crystal Springs
  - Golden Days
  - Grandview
  - Itaska Beach
  - Kapasiwin
  - Lakeview
  - Ma-Me-O Beach
  - Norris Beach
  - Point Alison
  - Poplar Bay
  - Seba Beach
  - Silver Beach
  - Sundance Beach

- Municipal districts (Districte municipale)
  - Brazeau County
  - Leduc County
  - Parkland County
  - Sturgeon County
  - Wetaskiwin No. 10, County of
- Specialized municipalities (Teritorii speciale)
  - Strathcona County
    - Urban service areas (Teritoriu de servicii urbane)
      - Sherwood Park

- Indian reserves (Rezervații indiene)
  - Alexander 134
  - Ermineskin 138
  - Louis Bull 138B
  - Pigeon Lake 138A
  - Stony Plain 135
  - Wabamun 133A
  - Wabamun 133B